# Robert de Montesquiou

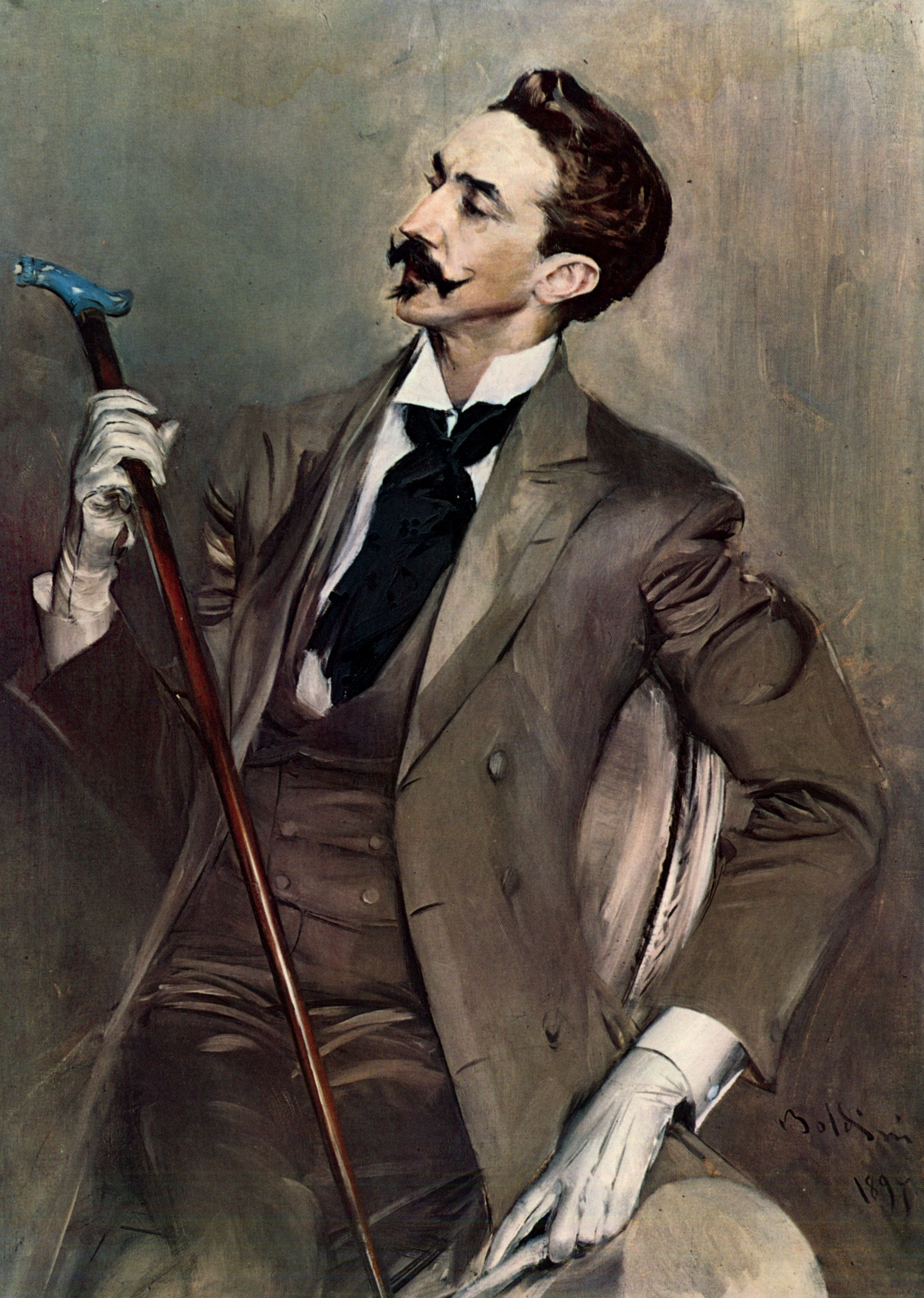
Robert de Montesquiou, porträtt av Giovanni Boldini i Musée d'Orsay, Paris.

Marie Joseph Robert Anatole de Montesquiou, född 7 mars 1855, död 11 december 1921, var en fransk greve och författare.
Montesquiou var ättling i rakt nedstigande led från Charles de Batz-Castelmore d'Artagnan, förebild till hjälten i De tre musketörerna. Själv var han en högst excentrisk och estetiskt överförfinad dekadentnatur och förebilden för hjälten i Joris-Karl Huysmans roman À rebours. Montesquio utgav under 1890-talet sju diktsamlingar, däribland Les chauves-souris, Le chef des odeurs suaves och Les hortensias bleus, där han drev ordljudssymbolism och sensuell förkonstling. Under 1900-talet övergick Montesquiou, frånsett tre band krigspoesi till att verka som litteratur- konst- och allmän kulturkritiker i pressen. 1907 utgav han sina starkt aggressiva memoarer, Les pas effacés.